# Diego de Espinosa
Diego de Espinosa Arévalo (Martín Muñoz de las Posadas, septiembre de 1513 - Madrid, 5 de septiembre de 1572) fue un cardenal español que ocupó los cargos de presidente del Consejo de Castilla e Inquisidor general bajo el reinado de Felipe II. 

## Biografía
Sus padres fueron Diego González de Espinosa y Catalina de Arévalo, de familia noble y adinerada en Martín Muñoz de las Posadas, que por aquel entonces pertenecía a la diócesis de Ávila. Obtuvo con gran brillantez el título de licenciado en Derecho civil y canónico en la Universidad de Salamanca. Pero no sólo obtuvo a lo largo de su vida esos títulos, sino una larga lista de ellos:
juez de apelación en la curia arzobispal de Zaragoza, 
provisor de la diócesis de Sigüenza (Guadalajara), 
oidor en la Real Audiencia y Chancillería de Valladolid, 
oidor en la Casa de Contratación de Sevilla, 
regente en el Consejo Real de Navarra, 
consejero en el Consejo Supremo y Real de Castilla (a los 49 años de edad, en 1562), 
presidente del Consejo Supremo y Real de Castilla por deseo de Felipe II en 1565 e 
Inquisidor General en diciembre de 1566 (nominación en septiembre).
En el año 1564 recibió el orden sacerdotal. En los años siguientes preparó la Pragmática Sanción de 1567 para suprimir la cultura y las tradiciones de los moriscos de Granada. En 1567 se agudizaron los problemas del Imperio español sobre todo en Flandes, hasta tal punto que el rey Felipe II decidió solucionarlos personalmente in situ. Durante su ausencia eligió como regente al padre Espinosa, hombre de su confianza, pero antes solicitó para él el capelo cardenalicio para proporcionarle un mayor rango y dignidad. El Papa Pío V se lo concede y el nombramiento le llega el 24 de marzo de 1568 como Cardenal presbítero de S. Esteban del Monte Celio.

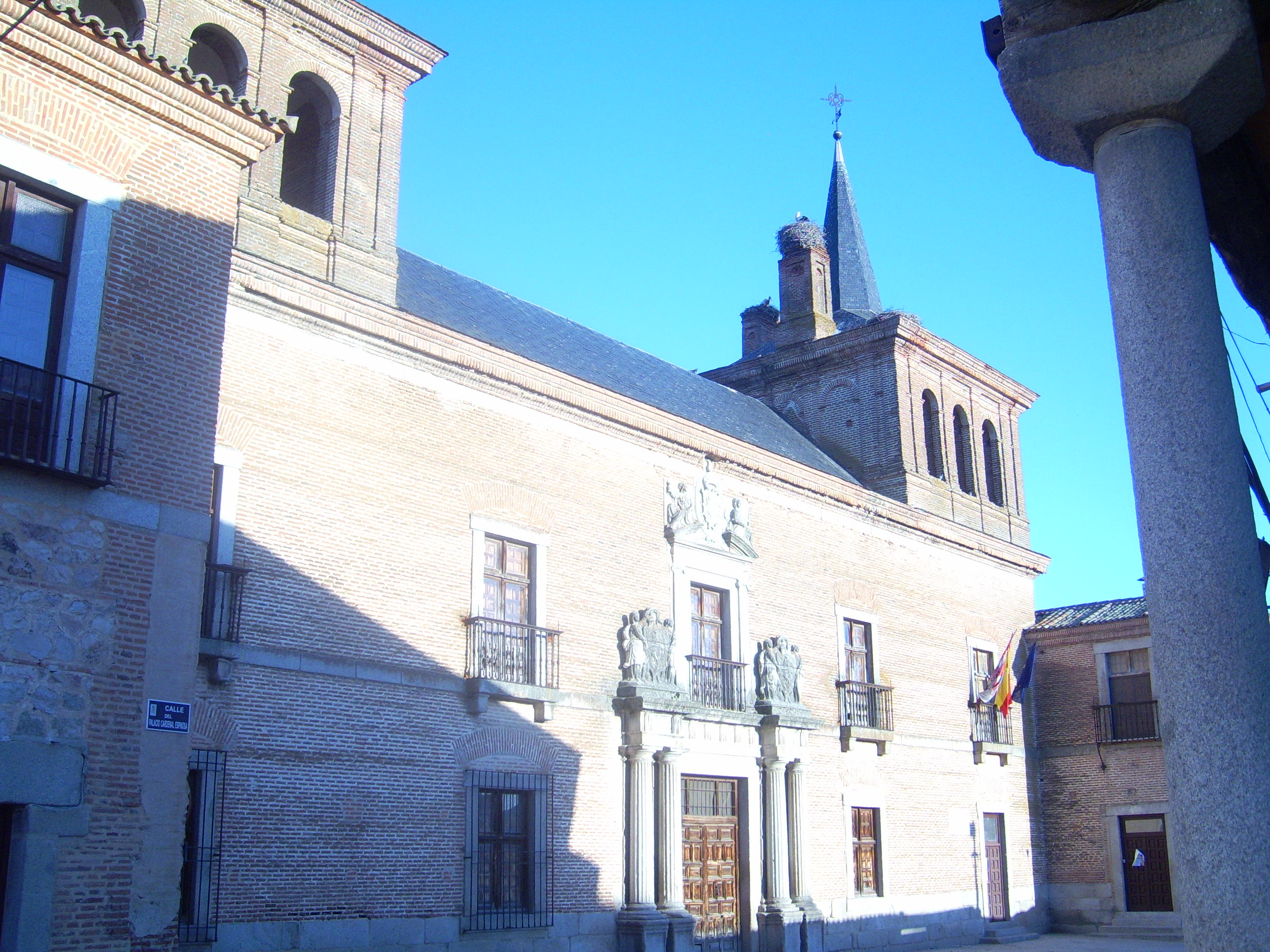
Fachada del Palacio del cardenal Espinosa en Martín Muñoz de las Posadas.

En 1568, el cardenal Espinosa es nombrado Obispo de Sigüenza, una de las sedes más importantes y ricas de España. 
Poco después, se le elige miembro de la junta que se había constituido para el proceso del príncipe Carlos, hijo del rey. Felipe II le tenía en tal aprecio y consideración que un año después mandó comprar para Espinosa algún lugar para establecer su casa con el título de marqués (a expensas del propio rey). El cardenal Espinosa no aceptó ni la compra ni el título, pero a cambio hizo una petición que le fue concedida: el establecimiento de una feria franca en la villa de Martín Muñoz de las Posadas. La concesión fue de mercado un día a la semana, los lunes y de feria una semana al año, en septiembre. En cuanto a la casa ofrecida, su contestación fue que le parecía muy mal, que ministros ejemplares edificasen palacios, que ponían en escrúpulo a todos los que pasaban y se daba lugar a los discursos libres de la corte. Pero como el rey insistiera, aceptó construir un palacio modesto a condición de poner en la fachada el escudo real, para demostrar así que el edificio era levantado por mandato de Felipe II. Este edificio se conserva aún en la plaza Mayor de la villa y sirve como Instituto de enseñanza.
Cuando el cardenal Espinosa cumplió los 59 años, contrajo una enfermedad que le llevó a la muerte con gran rapidez, el 5 de septiembre de 1572 a las 10 de la mañana. Fue enterrado en una capilla, que él mismo había fundado un año antes a sus expensas, en la iglesia de la villa, en un mausoleo con una magnífica escultura orante del cardenal en mármol y alabastro realizada por Pompeo Leoni. 
Fue un hombre muy recto y por eso mismo, a lo largo de su vida se fue creando bastantes enemigos políticos. Pero Felipe II le estimó siempre y está escrito que dijo de él: Tengo un Ministro cortado a la medida de mi deseo y provecho universal de mis súbditos... y justo antes de morir dijo a sus hijos: Aquí está enterrado el mejor de mis Ministros...

## Enlaces externos

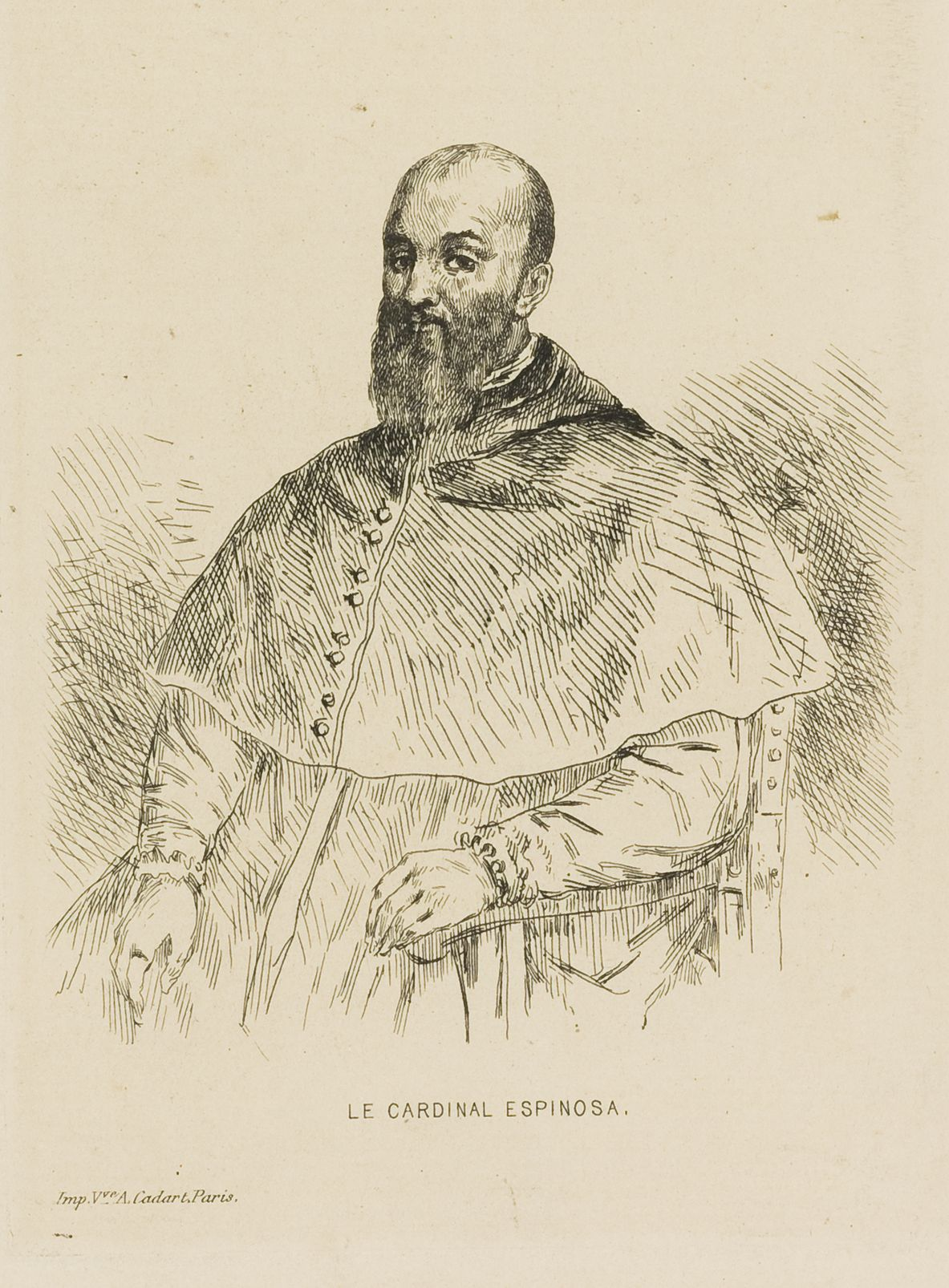
Diego de Espinosa